# Carretera Estatal de Idaho 31
La Carretera Estatal de Idaho 31, y abreviada SH 31 (en inglés: Idaho State Highway 31) es una carretera estatal estadounidense ubicada en el estado de Idaho. La carretera inicia en el sur desde la US 26     en Swan Valley hacia el norte en la SH 33     en Victor. La carretera tiene una longitud de 33,8 km (21.025 mi).

## Mantenimiento
Al igual que las autopistas interestatales, y las rutas federales y el resto de carreteras estatales, la Carretera Estatal de Idaho 31 es administrada y mantenida por el Departamento de Transporte de Idaho por sus siglas en inglés ITD.